# ニュースアン県
ニュースアン県（ニュースアンけん、ベトナム語：Huyện Như Xuân / 縣如春? ）は、ベトナム社会主義共和国タインホア省の県。面積は543.7km²、人口は72,000人（2018年）である。

## 行政区画
1市鎮15社を管轄する。